# テグブービネヌの戦い
テグブービネヌの戦い（テグブービネヌのたたかい、フランス語：Combat de Teghboubinene）は、マリ北部紛争中、ブーレム圏ブーレムとアネフィフ間にてアザワド解放民族運動（MNLA）とイスラム原理主義過激派との間で発生した戦闘。

## 経過
2013年3月29日、アネフィフ（fr:Anéfif）の近くでMNLA部隊はイスラム過激派と交戦する。MNLAのスポークスマンの公式発表によると戦闘は一日中続き、MNLA側は2人が死亡し4人が軽傷を負った。イスラム過激派は5人が死亡し1人を拘束する。
MNLA幹部と連絡をとったフランス通信社の伝えるところによれば、戦闘はアネフィフとタルカン（Tarkint）の間で行われ、MNLA側が4人死亡、イスラム過激派側が5人死亡し、この内3人がアルジェリア人と見られ、他はアラブ系マリ人とモーリタニア人で、拘束した戦闘員は17歳のトゥアレグ系マリ人であった。MNLA幹部はイスラム過激派の中にイスラム聖戦士血盟団がいたと断言している。
マリの治安当局筋によると、アネフィフとブーレム間のアルムスタラ（Almoustarat）で戦闘が起き、そしてMNLA側が20人、イスラム過激派側が2人が死亡したとする情報もある。